# پیمان ساتمار

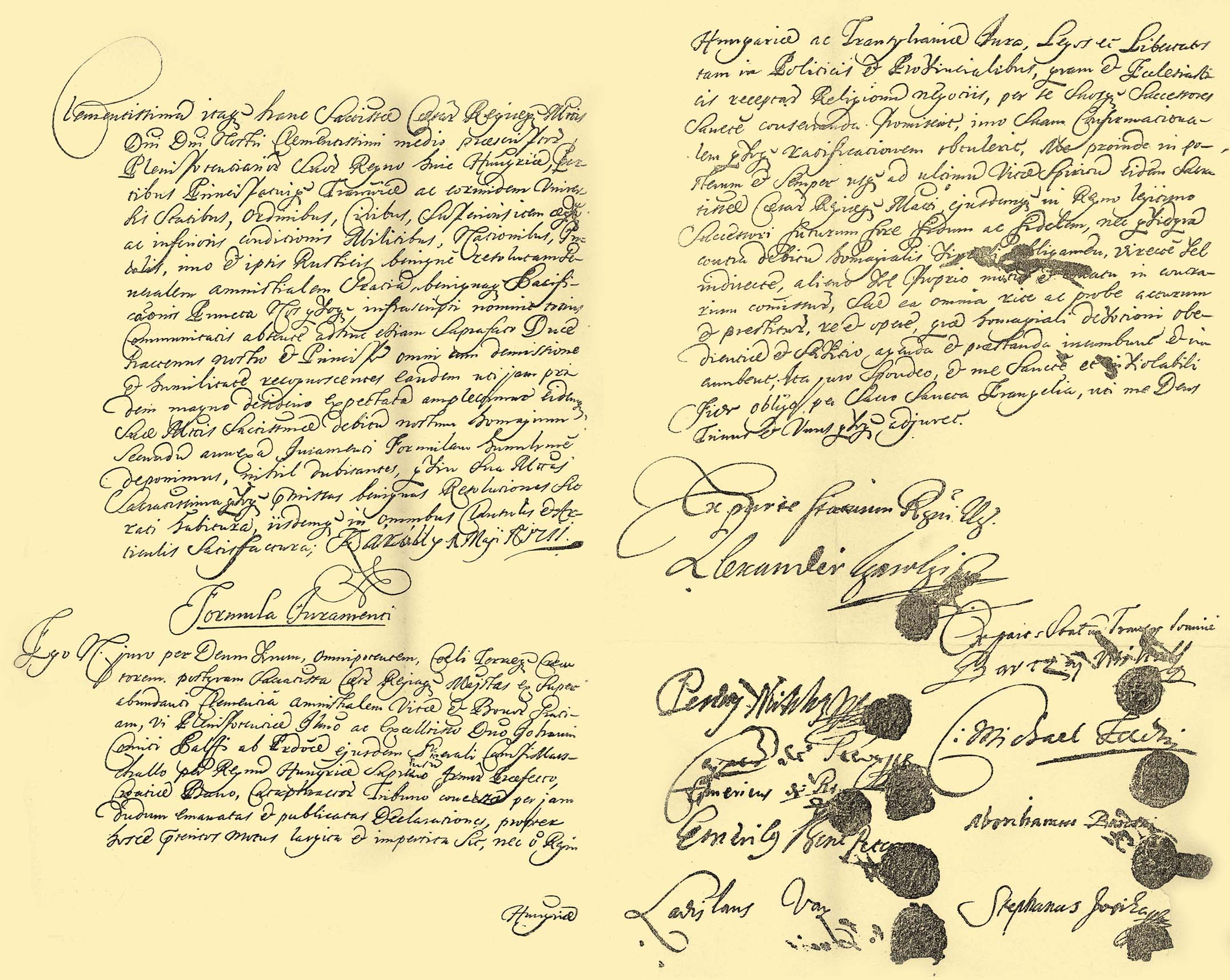
پیمان ساتمار، آرشیو ملی اتریش

پیمان ساتمار در ‎۲۹–۳۰ آوریل ۱۷۱۱ در ساتمار، ترانسیلوانی بین شاندور کارویی، نمایندهٔ مجارها و یکی از ژنرال‌های فرنتس راکوتسی دوم و فیلد مارشال یانوش پالفی نمایندهٔ کارل ششم امپراتور هابسبورگ بسته شد و به جنگ استقلال راکوتسی که از ۱۷۰۳ در جریان بود، پایان داد.

## جنگ استقلال راکوتسی
با بازپس‌گیری بودا توسط اتحاد مقدس که از زمان نبرد موهاچ در اشغال امپراتوری عثمانی بود، پادشاهی مجارستان تحت کنترل وین قرار گرفت. بازپس‌گیری مجارستان بهای گزافی برای وین به‌همراه داشت و مجارستان مشمول پرداخت چهار میلیون فلورین پس از اصلاحات مالیاتی ۱۶۹۸ شد و این زمینه برای شورش‌های رعیت‌ها را فراهم می‌کرد. در ۱۷۰۴ فرنتس راکوتسی دوم رهبری شورش‌های پراکنده را به دست گرفت و با کمک مالی لوئی چهاردهم قیامی ملی علیه هابسبورگ‌ها بر پا شد. با قطع کمک خارجی از ۱۷۰۸ جنگ سیر نزولی پیدا کرد و رفته رفته مجارستان و ترانسیلوانی به دست نیروهای امپراتوری افتاد.

## مفاد
بر اساس پیمان ساتمار کارل ششم به قانون اساسی مجارستان و ترانسیلوانی وفادار می‌ماند، کوروتس‌ها و رهبران جنگ مورد عفو قرار می‌گرفتند و امتیازاتشان با سوگند وفاداری حفظ می‌شد.

## نگارخانه

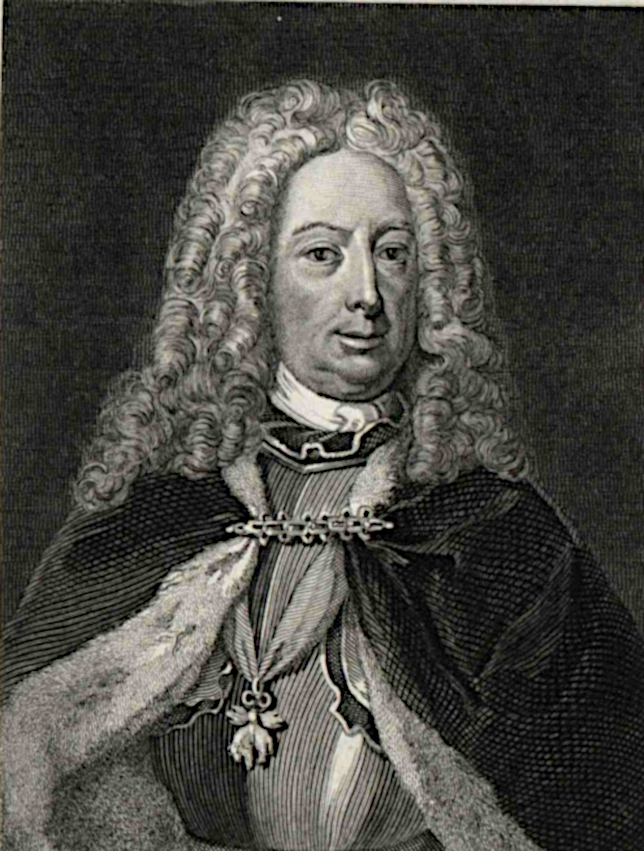
فیلد مارشال یانوش پالفی نمایندهٔ کارل ششم
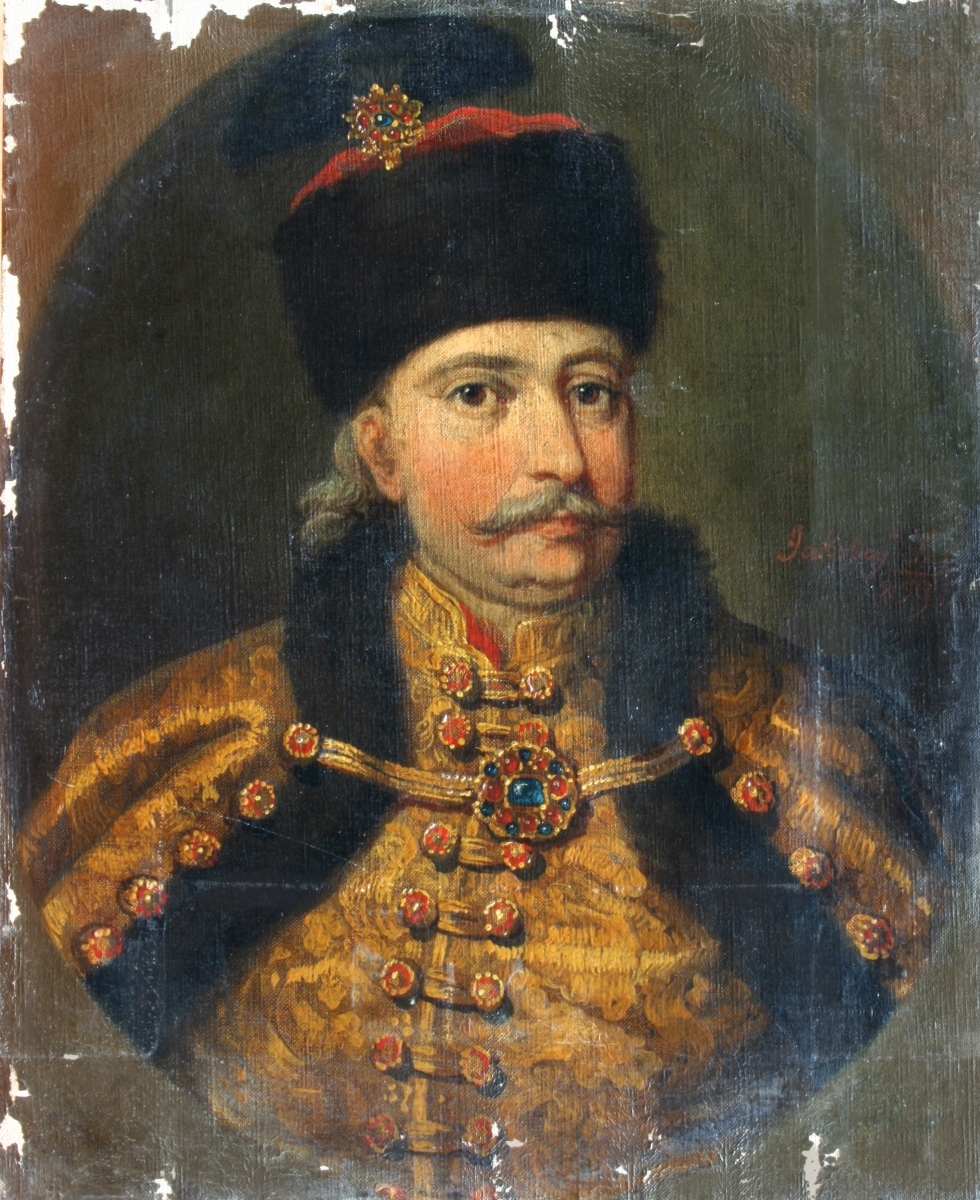
گراف شاندور کارویی نمایندهٔ مجارها
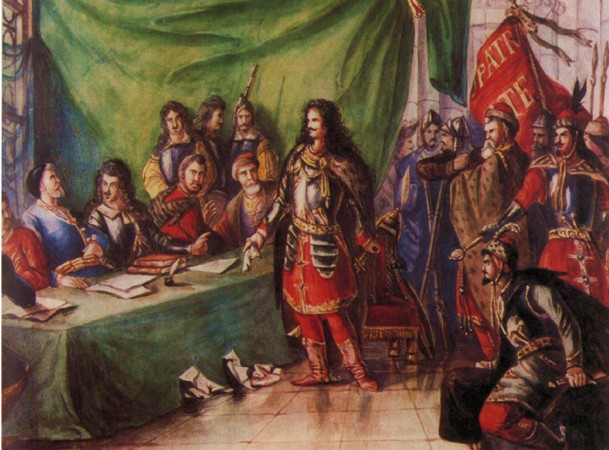
صحنهٔ رد کردن پیمان ساتمار توسط راکوتسی، نقاشی از مور تان (Mór Than)